# Pterophorus africanus
Pterophorus africanus là một loài bướm đêm thuộc họ Pterophoridae. Nó được tìm thấy ở Nam Phi.